# راکسبری، نیوجرسی
راکسبری (به انگلیسی: Roxbury Township) شهری در ایالت نیوجرسی کشور ایالات متحده آمریکا است که جمعیت آن در سرشماری سال ۲۰۱۰ میلادی، ۲۳٬۳۲۴ نفر بوده‌است.